# Appian Way
Pour l’article homonyme, voir Voie Appienne.
Appian Way est une société de production cinématographique créée par Leonardo DiCaprio.  
La société a produit de nombreux films à succès comme Le Loup de Wall Street de Martin Scorsese, Les Marches du Pouvoir de George Clooney ou The Revenant de Alejandro González Iñárritu récompensé de plusieurs Oscars. 

## Filmographie

### Télévision
- 2008 : Greensburg de Craig Piligian

### Cinéma
- 2004 : Aviator de Martin Scorsese
- 2004 : The Assassination of Richard Nixon de Niels Mueller
- 2007 : Gardener of Eden de Kevin Connolly
- 2007 : La 11e heure, le dernier virage (The 11th Hour) de Nadia Conners et Leila Conners
- 2009 : Esther de Jaume Collet-Serra
- 2010 : Shutter Island de Martin Scorsese
- 2011 : Le Chaperon rouge (Red Riding Hood) de Catherine Hardwicke
- 2011 : Detachment de Tony Kaye
- 2011 : Les Marches du pouvoir de George Clooney
- 2013 : Le Loup de Wall Street (The Wolf of Wall Street) de Martin Scorsese
- 2013 : Out of the Furnace de Scott Cooper
- 2013 : Players (Runner, Runner) de Brad Furman
- 2014 : Virunga de Orlando von Einsiedel
- 2015 : The Revenant d'Alejandro González Iñárritu
- 2016 : Live by Night de Ben Affleck
- 2018 : Robin des Bois (Robin Hood) d'Otto Bathurst
- 2019 : Le Cas Richard Jewell (Richard Jewell) de Clint Eastwood
- 2023 : Killers of the Flower Moon de Martin Scorsese

### Court-métrage
- 2011 : Red Riding Hood: The Tale Begins d'Ian Kirby